# محطة مترو
محطة المترو أو محطة قطار أنفاق هي وسيلة دخول وخروج الذين يستقلون قطارات النقل الجماعي، وهي من المشاريع الهندسية المعقدة والمكلفة في الإنشاء، نظرا لدورها المحوري في توفير التهوية والمرافق والخروج الآمن إذا حدثت طوارئ، وتعاملها الجيد مع الحشود في أوقات الذروة لتجنب التكدس.

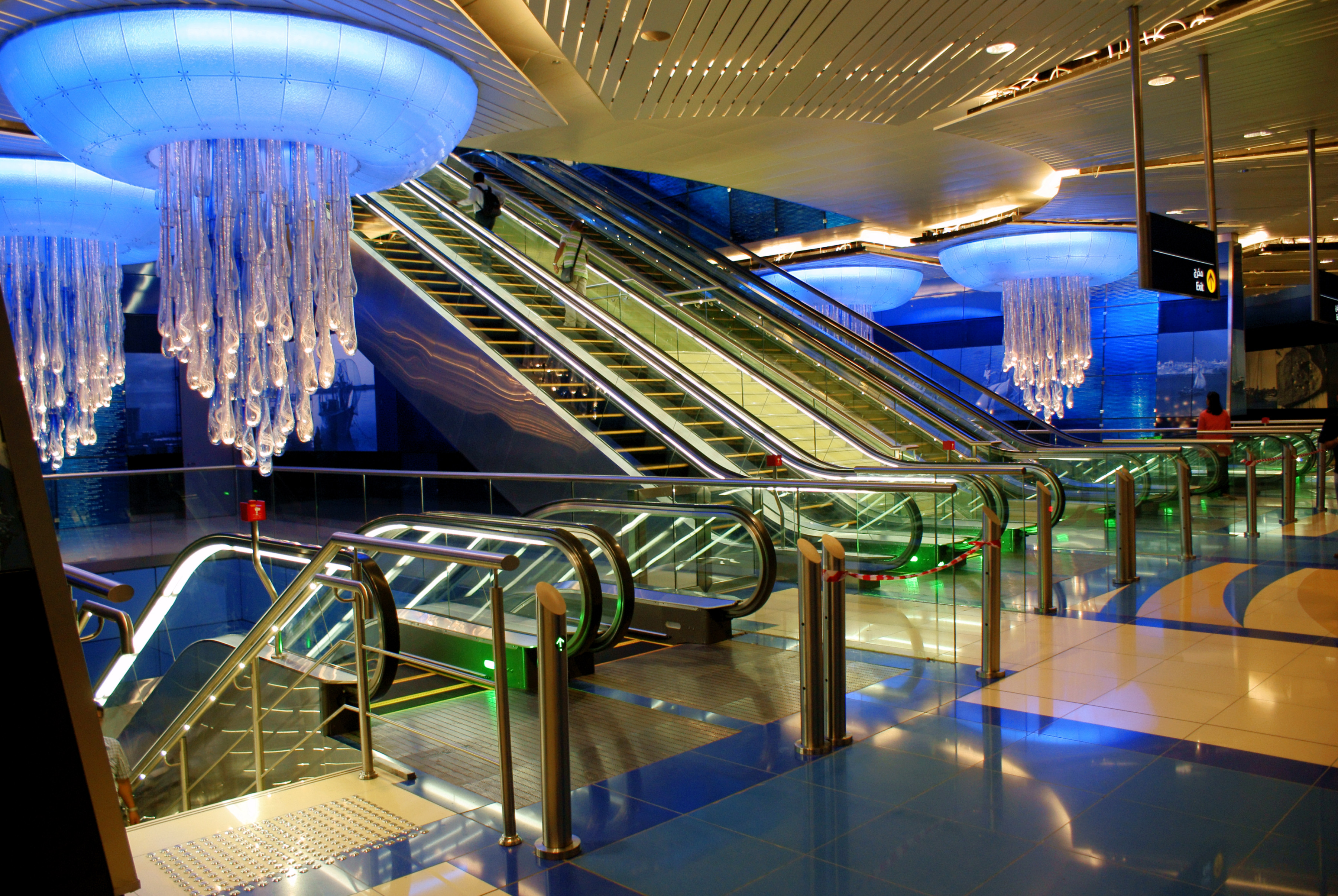
إحدى محطات مترو دبي ويلاحظ التصميم الفني البديع وعلو السقف لسلاسة التهوية.

## البعد الثقافي
تعبر محطة المترو خصوصا في الدول الشيوعية (سابقا أو حاليا) عن هوية ثقافية تتعلق بجموع الشعب العامل، من خلال اعتبارها ككل لوحة فنية.